# Nesiacarus completus
Nesiacarus completus är en kvalsterart som beskrevs av Hu och Wang 1989. Nesiacarus completus ingår i släktet Nesiacarus och familjen Lohmanniidae. Inga underarter finns listade i Catalogue of Life.